# Európai mókus

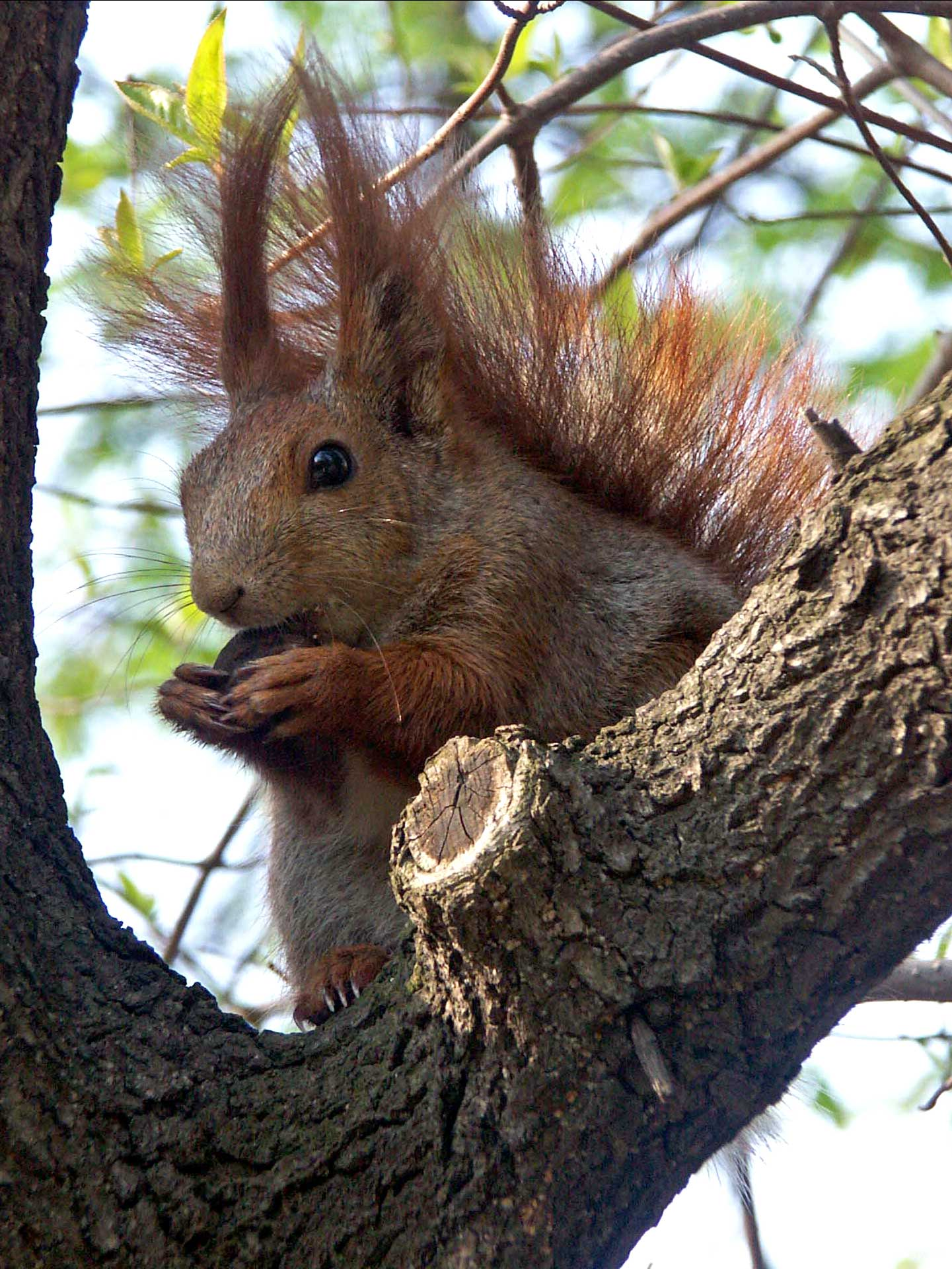

Az európai mókus (Sciurus vulgaris) az emlősök (Mammalia) osztályának rágcsálók (Rodentia) rendjébe, ezen belül a mókusfélék (Sciuridae) családjába tartozó faj. Egyéb nevei: vörös mókus vagy közönséges erdeimókus; de a népi nyelvben nevezik cibókának, evetnek vagy kelempájsz/kelempász madárnak is. Könnyű felismerni gyors fára mászó technikájáról. 
A Sciurus emlősnem típusfaja.

## Előfordulása
Élőhelye Európában és Ázsiában sávszerűen-délen a Földközi-tengerig, északon Észak-Skandináviáig, keleten pedig Kínáig és Koreáig terjed. Angliában a keleti szürkemókus kiszorította élőhelyéről. Csak Skóciában és a Scilly szigeteki Tresco szigetén maradt egy kis európaimókus-kolónia, amely tulajdonképpen egy alfaj. Magyarországon közönséges mókusnak hívják.

## Alfajai
- Sciurus vulgaris vulgaris Linnaeus, 1758
- Sciurus vulgaris alpinus Desmarest, 1822
- Sciurus vulgaris altaicus Serebrennikov, 1928
- Sciurus vulgaris anadyrensis Ognev, 1929
- Sciurus vulgaris arcticus Trouessart, 1906
- Sciurus vulgaris balcanicus Heinrich, 1936
- Sciurus vulgaris chiliensis Sowerby, 1921
- Sciurus vulgaris cinerea Hermann, 1804
- Sciurus vulgaris dulkeiti Ognev, 1929
- Sciurus vulgaris exalbidus Pallas, 1778
- Sciurus vulgaris fedjushini Ognev, 1935
- Sciurus vulgaris formosovi Ognev, 1935
- Sciurus vulgaris fuscoater Altum, 1876
- Sciurus vulgaris fusconigricans Dwigubski, 1804
- Sciurus vulgaris leucourus Kerr, 1792
- Sciurus vulgaris lilaeus Miller, 1907
- Sciurus vulgaris mantchuricus Thomas, 1909
- Sciurus vulgaris martensi Matschie, 1901
- Sciurus vulgaris ognevi Migulin, 1928
- Sciurus vulgaris orientis Thomas, 1906
- Sciurus vulgaris rupestris Thomas, 1907
- Sciurus vulgaris ukrainicus Migulin, 1928
- Sciurus vulgaris varius Gmelin, 1789

## Megjelenése
Az európai mókus fej-törzs-hossza 21-30 centiméter, farokhossza 15-25 centiméter, testtömege 250-500 gramm, az évszaktól függően (nyáron kisebb). A téli bunda a nyárinál vastagabb, sötétebb és szürkébb; a fülön levő szőrpamacs is sokkal hosszabb. Bundájában a barna árnyalatai uralkodnak, bár színezete a mély feketés-barnától az egészen világos vörösesbarnáig terjedhet. Hasi oldala mindig világos; a színváltozatok előfordulása az élőhelytől függ. Lombos erdőkben és városi parkokban, ahol a tűlevelűek aránya kicsi, a vörösesbarna típus az uralkodó, míg a fenyőerdőkben szinte kizárólag csak feketés- vagy sötétbarna példányok találhatók. Színezetük mindig a környezetbe való beleolvadást segíti elő. A sötét fenyőerdőben a sötétbarna mókus sokkal kevésbé tűnik fel, mint a rókavörös, és fordítva. Úgy tűnik azonban, hogy a színkülönbségek a mikroklímával is összefüggésben állnak. Mivel a vörös és vörösesbarna mókus elsősorban a melegebb és szárazabb, míg a sötétbarna a hidegebb és nedvesebb élőhelyekre jellemző, így nem kizárólag a ragadozók miatt alakul ki az uralkodó színváltozat. A különböző típusok néha egymás mellett is előfordulnak. A tapintószőrök hosszúak és érzékenyek; a mókusnak ezenkívül még a mellső mancsán, hasán és faroktövénél is vannak érzékeny tapintó szőrszálai. A farok az ágak közti ugráláskor és mászáskor egyensúlyozásra, éjjel „takaróként” szolgál; a farokmozgás tükrözi a mókus hangulatát. A látása nagyon fejlett; mivel a mókus elsősorban faágak között mozog, nagy látótérrel rendelkezik, színlátása is fejlett. Kis súlya lehetővé teszi, hogy a fa koronájának külső részein és a vékony gallyakon is biztonságosan közlekedjen. Kiáltása: „csukk, csukk”.

## Életmódja
Az európai mókus élőhelye a legkülönbözőbb erdőtípusok, a síkságtól egészen a hegyvidékig. Nagyobb kertekben és városi parkokban a mókus hamar barátkozik és könnyen etethető. Fán élő állat; magasan, a fatörzs közelében, ágakból készített gömb alakú fészekben alszik és hozza világra kölykeit. Mivel túlnyomórészt nappal mozog, a mókust könnyű megfigyelni. Tápláléka lehet toboz, fakéreg, növényi nedvek, bükkmakk, mogyoró, bogyók, gombák, rovarok, tojások és madárfiókák. Ősszel több helyen raktárt hoz létre mogyoróból és bükkmakkból, hogy át tudja vészelni a telet. Valódi téli álomba (lecsökkent testhőmérséklettel) nem merül, csupán felváltva alszik és pihen. Ahogy kevesebbet mozog, tápanyagigénye is lecsökken. Az állat 2-3 évig él.
Fáról fára ugrásai oly hamar követik egymást, hogy szabad szemmel nehéz megítélni ugrásainak hosszát. Ágvégről ágvégre veti magát, lehetőleg a felső csúcsra, gyakran 4–5 méter távolságra és mindig felülről lefelé. Ha a fa csúcsától indul, akkor még messzebbre is elugrik. Ha a földön ugrálva halad, akkor körülbelül 50 centiméteres ugrásokat tesz.
A mókus párzási időszakban a legaktívabb, ilyenkor a hím valóságos vadászatot rendez a nőstény után. Az év többi részében azonban inkább „egyedülállóként” él. Csak a városi környezetben fordul elő többedmagával, még viszonylag kis területeken is, ha rendszeresen etetik. Parkokban például hosszú távon is meglehetősen nagy állománysűrűség tartható fenn. Az erdőkben azonban folyamatosan és nagymértékben ingadozik a létszáma. Azokban az években, amikor bő a makktermés, vagy sok a lucfenyőtoboz, a mókusok erősen elszaporodnak, hiszen dúskálnak a táplálékban. Ezeket az időszakokat azonban rendszerint olyan hosszabb periódusok követik, amikor a fákon kevés a termés. Ilyenkor összeomlik az állomány, mert bár az állatok megpróbálnak más táplálékra áttérni, nem találnak elegendő élelmet. A bőség éveiben a mókus még megközelítőleg sem meríti ki a lehetőségeket, mivel ehhez nem tud elég gyorsan szaporodni. Ha a fákon évről évre ugyanannyi lenne a termés, a mókusállomány ahhoz igazodna. A rendszertelen, alkalmi termésbőséggel, amely egyébként területenként szabályosan, többéves időközönként léphet fel, a mókus és egyéb állatok túlzott mértékű magfogyasztása ellen védekezik az erdő.
A mókus legfőbb ellensége a héja és a nyuszt. A héja villámgyors, meglepetésszerű támadással ragadja meg, ha a mókus túlságosan a fakorona külső részeire merészkedik. A nyuszt ezzel szemben ügyességben felveszi a versenyt a mókussal. A fák ágain üldözi, és bár a mókus könnyebb, és vékonyabb ágak is elbírják, a nyuszt távolabb tud ugrani.

## Szaporodása
Az ivarérettséget 11 hónaposan éri el. A párzási idő rendszerint december és július eleje között van. A vemhesség 38 napig tart, ennek végén a nőstény 1-6, többnyire 4-5 utódot hoz a világra. Évente kétszer is ellik. A kölyökmókusok születésükkor csupaszok és zárt szeműek. A kölykök 7 hetesen már szilárd ételt is esznek, és 10 hetesen van az elválasztás. Mivel a vemhes nőstény általában tartalék fészkeket rak, veszély esetén gyorsan át tudja menekíteni kölykeit egy biztonságosabba. A mókusfészek bejárata rendszerint oldalt és alul látható, mert mindig alulról mászik bele. Ily módon könnyen megkülönböztethető a madárfészektől. Különböző színű példányok párosodásakor az utódok között keverékek is lesznek. A színtípusok élőhely szerinti szétválása miatt azonban ezek viszonylag ritkák.

## Rokon fajok
Közeli rokona a keleti szürkemókus (Sciurus carolinensis).

## Egyéb
Különösen a sötétbarna „fenyveslakó mókus” reagál nagyon a luctoboztermés évről évre igen számottevően eltérő mennyiségére. Jó tobozos évek csak hosszabb időközönként vannak. Ekkor sok utód születik, és az állománysűrűség többszörösére nő, mivel ez a mag rendkívül tápláló eleség, és ráadásul könnyen el is tartható. A mókus nagyon ügyesen bánik a tobozzal. Naponta 10-15 luctobozt fogyaszt, erdeifenyő-tobozból pedig több mint százat. Speciális harapással nyitja fel a pikkelyt, míg az eléggé kihajlik, vagy le is esik. Így fér hozzá a magokhoz. Egy erdeifenyő-tobozzal 3 perc alatt végez. Ebben körülbelül 30 mag van, ami összesen mintegy 0,2 grammot nyom. 100-150 tobozból álló napi adagja tehát testtömegének körülbelül 5 százalékát teszi ki. A mag olyan tápláló, hogy ez a mennyiség még némi zsírtartalék képzéséhez is elegendő. Tűlevélből a mókusnak testtömege mintegy 20 százalékát kellene elfogyasztania ahhoz, hogy ugyanannyi tápértékhez jusson. Ebből látható, milyen nagy előnyt jelentenek a mókusok számára a rágófogak, amelyek segítségével a tobozokat vagy a csonthéjas terméseket is képesek feldolgozni. Összehasonlíthatatlanul több tápenergiához jutnak így, mint ha egyéb növényi anyagot ennének, például tűleveleket, lombleveleket, hajtásokat vagy rügyeket.
A mókus húsát nemcsak régen, de még ma is fogyasztják az emberek. Az Egyesült Királyságban manapság is kapható egyes üzletekben.

## Képek

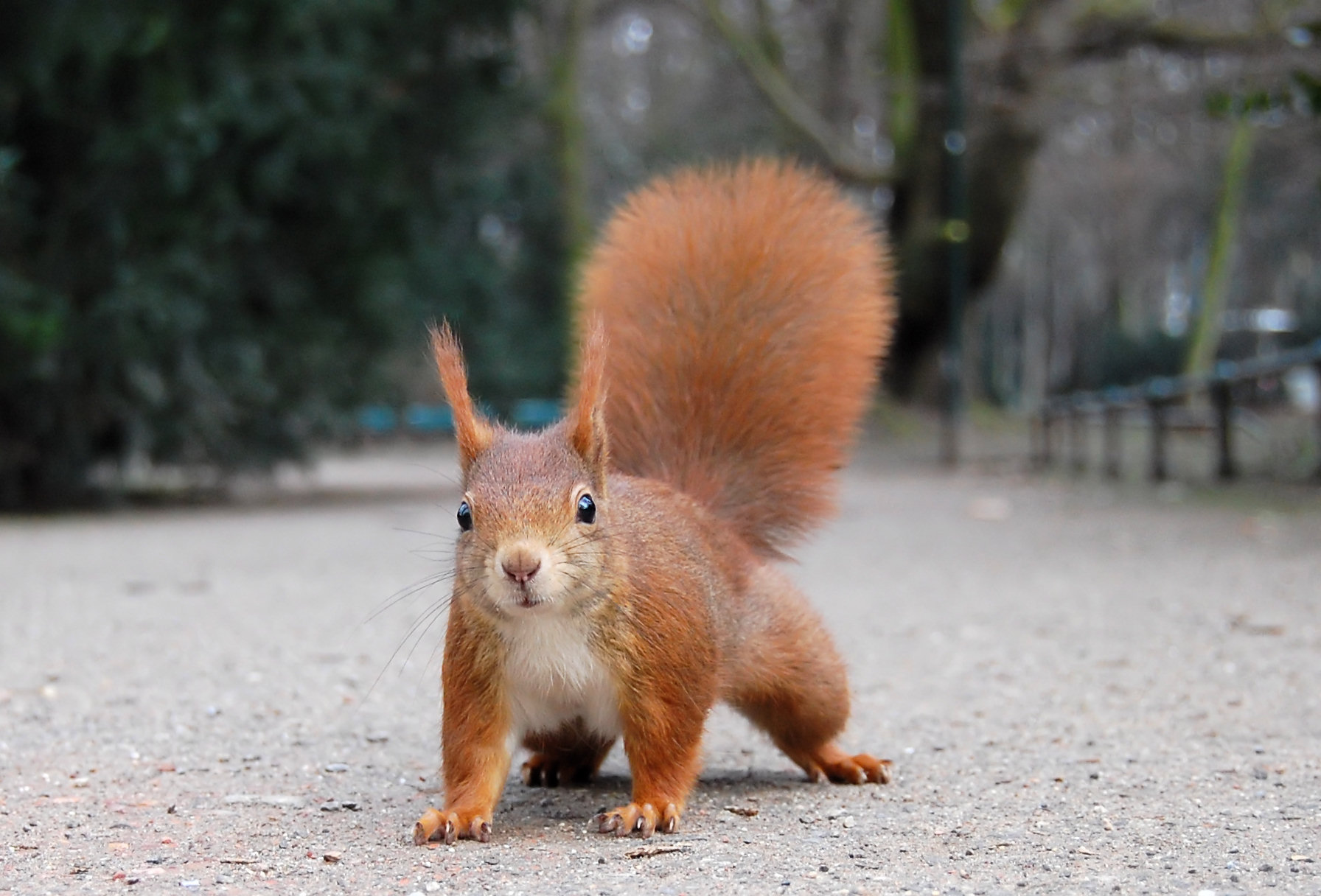
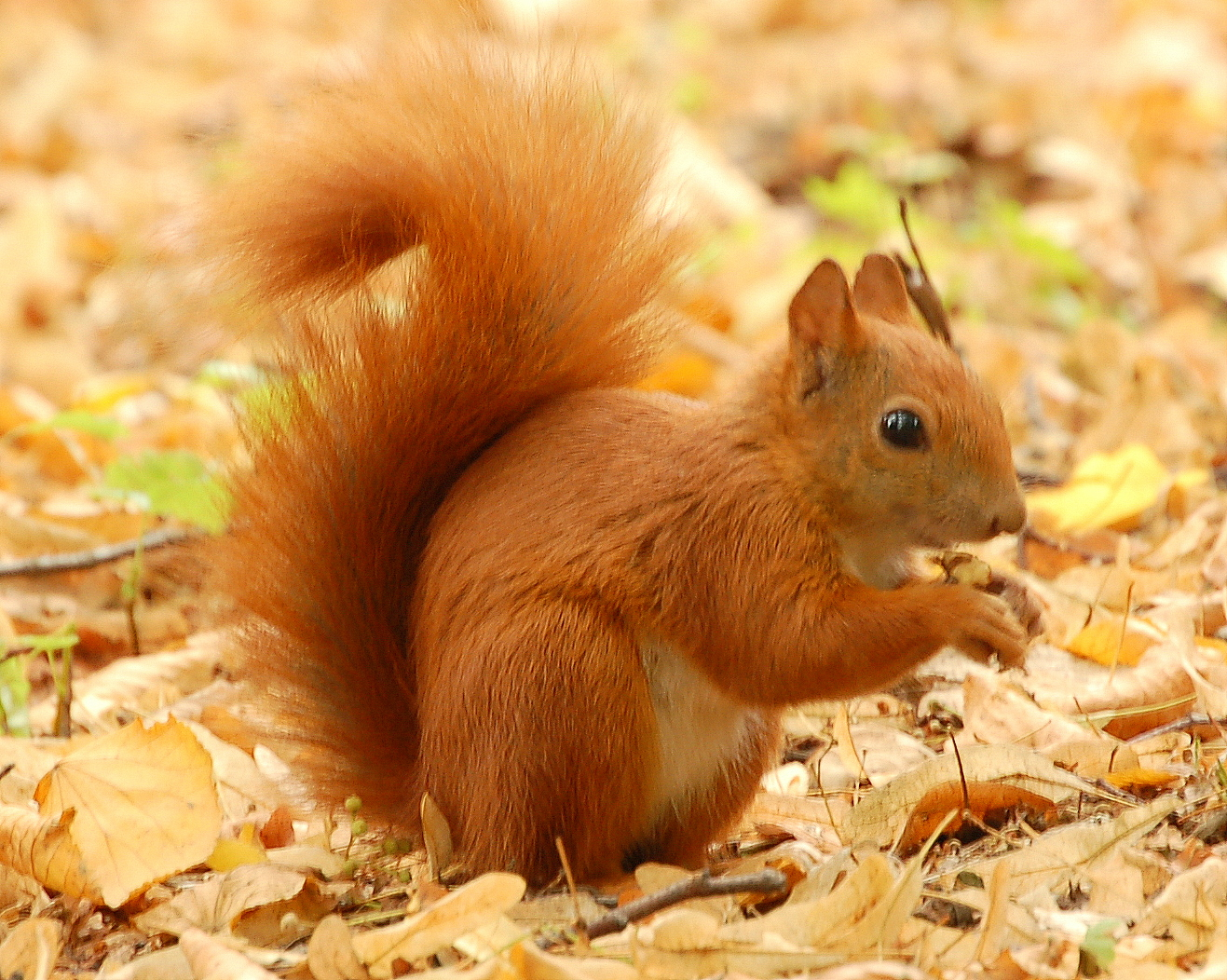
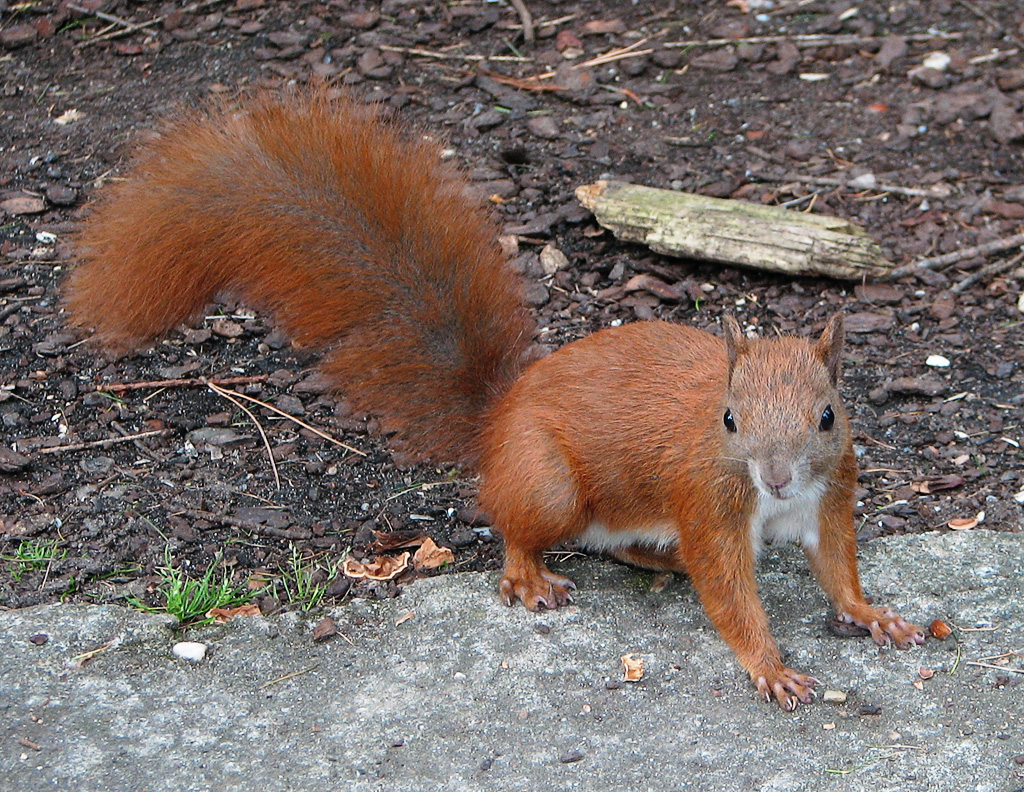
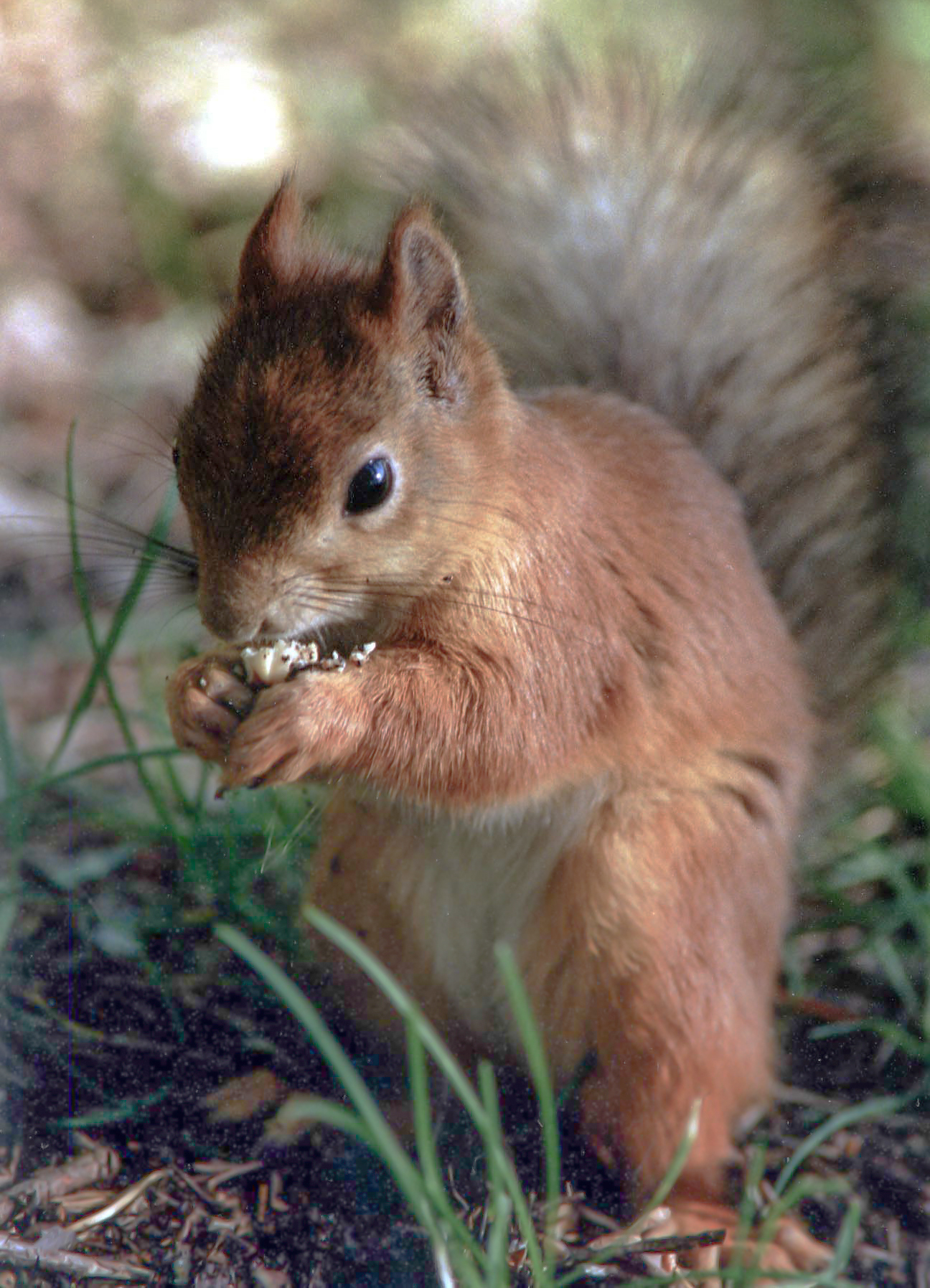
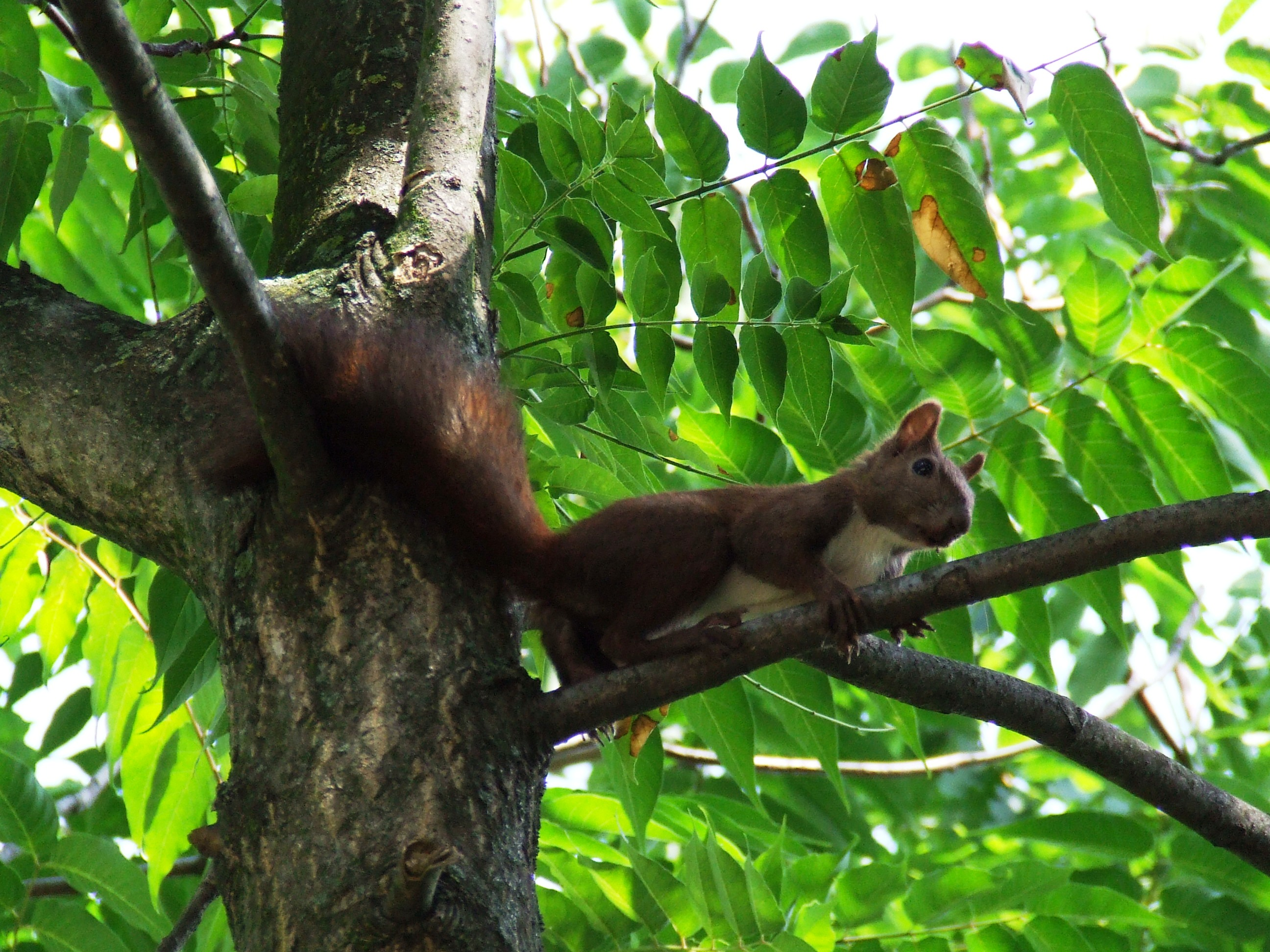